# الدفنة (قفل شمر)

تعديل مصدري - تعديل

الدفنة هي إحدى قرى عزلة شمرين بمديرية قفل شمر التابعة لمحافظة حجة، بلغ تعداد سكانها 525 نسمة حسب تعداد اليمن لعام 2004.